# Brachicoma
Brachicoma is een vliegengeslacht uit de familie van de dambordvliegen (Sarcophagidae).

## Soorten
- B. borealis Ringdahl, 1932
- B. davidsoni (Coquillett, 1894)
- B. devia (Fallén, 1820)
- B. papei Verves, 1990
- B. sarcophagina (Townsend, 1891)
- B. setosa (Coquillett, 1902)